# Rade Petrović
Rade Petrović (in serbo Раде Петровић?; 21 settembre 1982) è un ex calciatore montenegrino, di ruolo centrocampista.